# Magyar Kupa 2013-2014
La Magyar Kupa 2013-2014 è stata la 74ª edizione della coppa nazionale ungherese, che si è disputata tra il 7 agosto 2013 (con gli incontri del primo turno preliminare) e il 25 maggio 2014. L'Újpest ha vinto il trofeo.

## Formula
Alla competizione partecipano le squadre dei primi quattro livelli calcistici ungheresi. Nei turni preliminari gli incontri sono a gara unica mentre a partire dagli ottavi di finale (quando entrano nel torneo le squadre della Nemzeti Bajnokság I) con andata e ritorno.

## Primo turno
| Squadra 1          | Risultato       | Squadra 2            |
| ------------------ | --------------- | -------------------- |
| 7 agosto 2013      |                 |                      |
| Szolnok            | 0 – 1           | Mezőkövesd-Zsóry     |
| 10 agosto 2013     |                 |                      |
| Balmazújvárosi FC  | 0 – 7           | Kemecse SE           |
| Nyírgyulaj         | 0 – 5           | Békéscsaba           |
| Gyöngyösi          | 3 – 3 (2–4 dcr) | Cigánd SE            |
| Felsőzsolca        | 1 – 0           | Jaszbereny Vasas     |
| Putnok             | 0 – 2           | Cegléd               |
| Kinizsi            | 2 – 0           | Tállya               |
| Szeged 2011        | 3 – 2           | Kozármisleny         |
| Csanádpalota       | 1 – 3           | Dunaújváros PASE     |
| Lipót              | 1 – 4           | BKV Előre            |
| Pannonhalma        | 0 – 3           | Gödöllői             |
| Répcelak           | 1 – 6           | Ajka-Padragkút       |
| Szigetszentmiklós  | 2 – 1           | Tatabánya            |
| Gyirmót            | 2 – 0           | Vasas                |
| 11 agosto 2013     |                 |                      |
| Elek               | 1 – 7           | Kisvárda             |
| Ebes KKSE          | 0 – 2           | Nyíregyháza          |
| Nagyszekeres Unió  | 1 – 2           | Balmazújváros        |
| Mezőkovácsházi     | 2 – 4           | Nyírbátori FC        |
| Markas             | 2 – 3           | Tiszaújváros         |
| Kunhegyes          | 2 – 4           | Kazincbarcika        |
| Szikszó-Tomor-Lak  | 1 – 5           | Felsőtárkány         |
| Geresdlak          | 3 – 2           | Orosháza             |
| Mórahalom          | 0 – 2           | Szekszárd            |
| Kunszállás         | 3 – 0           | Pécsváradi Spartacus |
| Siklós             | 1 – 0           | Hetényegyházi        |
| Géderlaki          | 0 – 2           | Sárszentmiklósi      |
| Tolna              | 0 – 7           | Baja                 |
| Sárisáp-TASK       | 0 – 2           | Balassagyarmat VSE   |
| Berkenye           | 0 – 6           | MTE 1904             |
| Voyage             | 4 – 1           | Martonvásár          |
| Csorna             | 1 – 4           | RKSK-Rojik           |
| Bábolnai           | 1 – 3           | ESMTK Budapest       |
| Dunaharaszti MTK   | 2 – 4           | Soproni VSE          |
| Pilis LK           | 2 – 0           | Öttevényi            |
| Viadukt Biatorbágy | 3 – 0           | Ménfőcsanak          |
| Letenye SE         | 0 – 2           | Balatonfüred         |
| Balatonkenese      | 0 – 6           | Hévíz                |
| Pápateszéri        | 0 – 1           | Uraiújfalu           |
| Nádasd             | 0 – 4           | Veszprém             |
| Balatonlelle       | 1 – 7           | Andrashida LSC       |
| Péti               | 0 – 5           | Zalaszentgrót        |
| Haladás II         | 0 – 13          | Csákvár              |
| Nagyberki          | 0 – 5           | Zalaegerszeg         |

## Secondo turno
| Squadra 1          | Risultato       | Squadra 2         |
| ------------------ | --------------- | ----------------- |
| 27 agosto 2013     |                 |                   |
| Cigánd SE          | 3 – 2           | Felsőtárkány      |
| 28 agosto 2013     |                 |                   |
| Nyíregyháza        | 2 – 0           | Cegléd            |
| Kunszállás         | 0 – 5           | Mezőkövesd-Zsóry  |
| Balassagyarmat VSE | 1 – 1 (3–5 dcr) | Kemecse SE        |
| Gödöllői           | 0 – 2           | Szeged 2011       |
| Dunaújváros PASE   | 2 – 0           | Szigetszentmiklós |
| Viadukt Biatorbágy | 3 – 2           | Veszprém          |
| Andrashida LSC     | 2 – 3           | Puskás Akadémia   |
| Siklós             | 1 – 5           | Soproni VSE       |
| Uraiújfalu         | 2–2 (2–4 dts)   | Geresdlak         |
| Békéscsaba         | 2 – 0           | Balmazújváros     |
| Zalaegerszeg       | 1 – 2           | Ajka-Padragkút    |

## Terzo turno
| Squadra 1          | Risultato       | Squadra 2        |
| ------------------ | --------------- | ---------------- |
| 24 settembre 2013  |                 |                  |
| Balatonfüred       | 0 – 2           | Ajka-Padragkút   |
| RKSK-Rojik         | 0 – 3           | Békéscsaba       |
| Kazincbarcika      | 3 – 4           | Mezőkövesd-Zsóry |
| 25 settembre 2013  |                 |                  |
| Hévíz              | 1 – 7           | Dunaújváros PASE |
| Sárszentmiklósi    | 0 – 1           | Csákvár          |
| Zalaszentgrót      | 0 – 2           | Gyirmót          |
| Viadukt Biatorbágy | 2 – 1           | MTE 1904         |
| Szekszárd          | 1 – 0           | BKV Előre        |
| Geresdlak          | 1 – 3           | Baja             |
| Tiszaújváros       | 0 – 0 (0–1 dts) | Szeged 2011      |
| Nyírbátori FC      | 0 – 2           | Nyíregyháza      |
| Felsőzsolca        | 2 – 2 (2–4 dcr) | Cigánd SE        |
| Voyage             | 2 – 3           | ESMTK Budapest   |
| Pilis LK           | 1 – 2           | Kemecse SE       |
| Kinizsi            | 0 – 3           | Kisvárda         |
| Soproni VSE        | 2 – 2 (2–3 dts) | Puskás Akadémia  |

## Sedicesimi di finale
| Squadra 1          | Risultato       | Squadra 2        |
| ------------------ | --------------- | ---------------- |
| 22 ottobre 2013    |                 |                  |
| Puskás Akadémia    | 0 – 0 (3–4 dcr) | Kecskemét        |
| 29 ottobre 2013    |                 |                  |
| Kisvárda           | 3 – 4           | Lombard Pápa     |
| Szekszárd          | 0 – 10          | Ferencváros      |
| Szeged 2011        | 0 – 2           | MTK Budapest     |
| Ajka-Padragkút     | 0 – 6           | Kaposvár         |
| 30 ottobre 2013    |                 |                  |
| ESMTK Budapest     | 1 – 2           | Debrecen         |
| Baja               | 0 – 6           | Újpest           |
| Cigánd SE          | 3 – 4           | Diósgyőr         |
| Dunaújváros PASE   | 2 – 0           | Paks             |
| Kemecse SE         | 1 – 3           | Honvéd           |
| Csákvár            | 0 – 3           | Haladás          |
| Viadukt Biatorbágy | 0 – 2           | Siófok           |
| Eger               | 1 – 1 (3–4 dcr) | Nyíregyháza      |
| Gyirmót            | 0 – 3           | Győri ETO        |
| Pécs               | 2 – 1           | Mezőkövesd-Zsóry |
| Békéscsaba         | 0 – 0 (0–1 dts) | Videoton         |

## Ottavi di finale
| Squadra 1                          | Totale | Squadra 2    | Andata | Ritorno |
| ---------------------------------- | ------ | ------------ | ------ | ------- |
| 26 novembre 2013 / 3 dicembre 2013 |        |              |        |         |
| Dunaújváros PASE                   | 1 – 3  | Debrecen     | 1 - 1  | 0 - 2   |
| Kecskemét                          | 0 – 4  | MTK Budapest | 0 - 3  | 0 - 1   |
| 26 novembre 2013 / 4 dicembre 2013 |        |              |        |         |
| Honvéd                             | 1 – 2  | Pécs         | 1 - 1  | 0 - 1   |
| 27 novembre 2013 / 4 dicembre 2013 |        |              |        |         |
| Siófok                             | 2 – 3  | Lombard Pápa | 1 - 2  | 1 - 1   |
| Nyíregyháza                        | 2 – 1  | Haladás      | 0 - 1  | 2 - 0   |
| Videoton                           | 0 – 1  | Diósgyőr     | 0 - 0  | 0 - 1   |
| Kaposvár                           | 2 – 4  | Győri ETO    | 1 - 2  | 1 - 2   |
| Ferencváros                        | 0 – 1  | Újpest       | 0 - 0  | 0 - 1   |

## Quarti di finale
| Squadra 1                           | Totale | Squadra 2 | Andata | Ritorno |
| ----------------------------------- | ------ | --------- | ------ | ------- |
| 11-12 marzo 2014 / 25-26 marzo 2014 |        |           |        |         |
| Nyíregyháza                         | 2 – 9  | Debrecen  | 1 - 3  | 1 - 6   |
| MTK Budapest                        | 5 – 3  | Győri ETO | 2 - 0  | 3 - 3   |
| Pécs                                | 1 – 7  | Újpest    | 1 - 3  | 0 - 4   |
| Lombard Pápa                        | 2 – 5  | Diósgyőr  | 2 - 2  | 0 - 3   |

## Semifinali
| Squadra 1                           | Totale      | Squadra 2 | Andata | Ritorno |
| ----------------------------------- | ----------- | --------- | ------ | ------- |
| 15-16 aprile 2014 / 6-7 maggio 2014 |             |           |        |         |
| Debrecen                            | 4 – 4 (gfc) | Diósgyőr  | 4 - 2  | 0 - 2   |
| MTK Budapest                        | 0 – 3       | Újpest    | 0 - 0  | 0 - 3   |

## Finale
| Arbitro: | Péter Solymosi |

|                                       |                      |                                         |
| Litauszki 6’                          | Marcatori            | 90’ Bacsa                               |
| Vasiljević Litauszki Tshibuabua Simon | Tiri di rigore 4 – 3 | Kostić Bacsa William Alves Barczi Husić |